# Farul din Westkapelle (pictură de Mondrian)
Farul de la Westkapelle este o pictură din 1904 realizată de pictorul neerlandez Piet Mondrian.

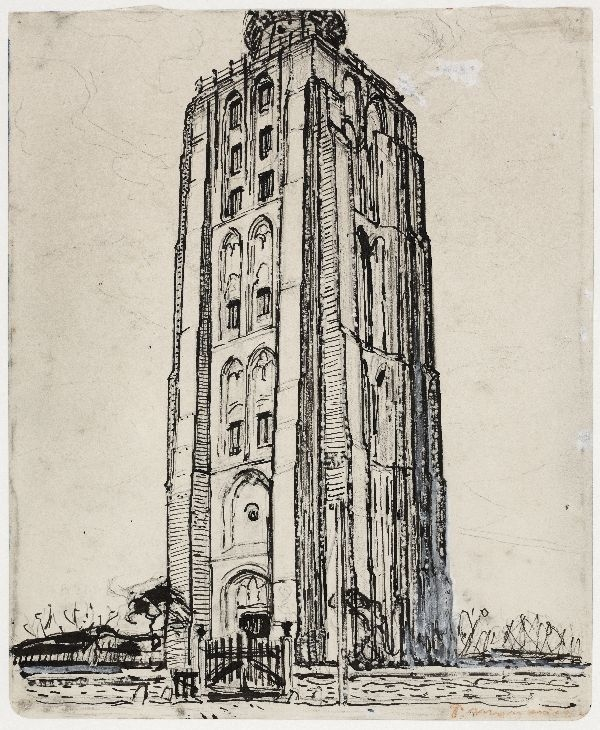
Un desen ulterior al lui Piet Mondriaan pe același subiect. Farul de la Westkapelle. 1909. Cerneală, cretă și guașă pe hârtie. Kunstmuseum Den Haag.

Pictura prezintă farul de la Westkapelle (în neerlandeză Westkapelle Hoog). În timpul vacanțelor în Zeelanda, Mondrian a realizat cinci desene și picturi ale acestui far. Așa cum a făcut anterior cu desenele despre mișcarea râului Gein, Mondrian a investigat posibilitățile diferitelor medii: de la foarte detaliat la foarte impresionist. Această versiune din 1908 este cea mai abstractă, dând impresia că a fost realizată în câteva tușe scurte. În realitate, Mondrian a pictat-o pe o perioadă mai îndelungată, posibil și după întoarcerea sa din vacanță la Amsterdam. După a doua sa ședere în Zeelanda, i-a indicat într-o scrisoare violonistei Aletta de Iong „să facă câteva progrese cu unele lucruri din Zeelanda, pe care le fac în întregime pe placul meu”.

## Atribuire și proveniență
Lucrarea este semnată în stânga jos cu „P. MONDRIAAN”. A ajuns în colecția Kunstmuseum în 1971, moștenire de la colecționarul Sal Slijper.